# Rentabilité des capitaux propres
 (octobre 2008).
Si vous disposez d'ouvrages ou d'articles de référence ou si vous connaissez des sites web de qualité traitant du thème abordé ici, merci de compléter l'article en donnant les références utiles à sa vérifiabilité et en les liant à la section « Notes et références ».
Pour les articles homonymes, voir ROE.
La rentabilité des capitaux propres (RCP), traduit en anglais par return on equity (ROE), est une notion économique à la fois très ancienne et très contestée, qui mesure en pourcentage le rapport entre le résultat net et les capitaux propres investis par les associés ou actionnaires de sociétés. 
Les expressions taux de retour sur capitaux propres ou taux de rendement des capitaux propres sont également utilisées, la dernière étant toutefois plus rare car susceptible d'entretenir une confusion.

## Formule de calcul
{\displaystyle {\mbox{ROE}}={\frac {{\mbox{R}}{\acute {\mbox{e}}}{\mbox{sultat net}}}{\mbox{Capitaux propres}}}}

## Enjeux de la rentabilité des capitaux propres
Ce ratio financier mesure la capacité d'une entreprise à générer des profits à partir de ses seuls capitaux propres (capitaux moins dettes), sans prendre en compte les autres sources de financement. Une société qui souhaite doper sa rentabilité des capitaux propres (RCP) peut le faire très facilement en réduisant ses capitaux propres pour les remplacer par de la dette. 
Un autre ratio, la rentabilité des capitaux employés mesure mieux l'efficacité de l'entreprise, car il prend en compte le total des financements utilisés, en incluant  la dette. Il est donc insensible aux jeux d'affichages consistant à remplacer les capitaux propres par de la dette.

## Démarche d'utilisation de la rentabilité des capitaux propres
Cependant, toutes les entreprises ayant une rentabilité des capitaux propres (RCP) élevée ne font pas forcément de bons investissements. Certaines ont une RCP élevée car elles ne requièrent que peu de capitaux propres (cabinet de conseil, par exemple). D'autres industries demandent par contre une infrastructure importante avant de lever le moindre profit (raffinage pétrolier). On ne peut comparer ces 2 exemples à l'aide du RCP seul. En effet, les industries gourmandes en capital se trouvent sur des marchés où les barrières à l'entrée limitent la compétition. Des entreprises à fort taux de rentabilité (RCP élevée) avec peu d'apport en capitaux propres se verront concurrencer plus fortement car les barrières à l'entrée seront plus perméables. Dans ce dernier cas, les risques de voir leur réussite copiée par des concurrents sont bien plus grands. Comme beaucoup de ratios financiers, le RCP ne prend son sens que lorsque l'on souhaite comparer des entreprises d'un même secteur.
Une RCP élevée ne donne aucun bénéfice immédiat. Le prix d'une action est avant tout guidé par le bénéfice par action.
Dans le cadre de la mondialisation, les grandes entreprises fonctionnant avec une gouvernance d'entreprise (corporate governance) cherchent à accomplir certains objectifs, parmi lesquels une rentabilité des capitaux propres élevée pour leurs actionnaires, lesquels orientent leurs politiques.